# Ofer Yaakobi
Ofer Yaakobi (en hebreo: עופר יעקובי‎; Kiryat Shmona, Israel; 12 de enero de 1961 - 5 de agosto de 2025) fue un baloncestista israelí que jugó en la posición de ala-pívot.

## Carrera

### Club
| Periodo   | Club                   |
| --------- | ---------------------- |
| 1978-1982 | Hapoel Gan Shmuel      |
| 1982-1985 | Hapoel Holon           |
| 1985-1986 | Hapoel Tel Aviv BC     |
| 1986-1987 | Hapoel Holon           |
| 1987-1988 | Beitar Tel Aviv BC     |
| 1988-1989 | Hapoel Gvat            |
| 1989-1991 | Maccabi Petah Tikva BC |

### Selección nacional
Jugó para Israel de 1983 a 1986 en tres ediciones del EuroBasket.